# Eishockey-Bundesliga 1975/76
Die Saison 1975/76 der Eishockey-Bundesliga war die 18. Spielzeit der höchsten deutschen Eishockeyliga. Deutscher Meister wurde der Berliner SC, der damit seinen 20. Titel feierte. Mit dieser (vorerst) letzten Deutschen Meisterschaft konnte er seine Stellung als Deutscher Rekordmeister weiter ausbauen. 
Von den ehemals erfolgreichen bayerischen Vereinen konnte wie in den beiden Vorjahren nur noch der EV Landshut einen der vorderen Plätze belegen, der zweimalige Meister und achtmalige Vizemeister EC Bad Tölz musste hingegen in die 2. Bundesliga absteigen. Er wurde durch den Augsburger EV ersetzt, der damit nach zwei Jahren in die Bundesliga zurückkehrte.

## Voraussetzungen

### Teilnehmer
- VfL Bad Nauheim
- EC Bad Tölz
- Berliner SC
- Düsseldorfer EG (Titelverteidiger)
- EV Füssen
- Kölner EC
- Krefelder EV
- EV Landshut
- SC Riessersee
- EV Rosenheim (Aufsteiger)

Der EV Füssen trug fünf seiner Heimspiele in München aus.

### Modus
Wie im Vorjahr spielten die zehn Mannschaften in einer Doppelrunde den Deutschen Meister aus, sodass jeder Verein jeweils zwei Heim- und zwei Auswärtsspiele gegen die übrigen Mannschaften bestritt. Der Letztplatzierte musste am Ende der Saison absteigen und wurde durch den Meister der 2. Bundesliga ersetzt. 

## Abschlusstabelle
|     |                 | Sp | S  | U | N  | Tore    | Punkte |
| --- | --------------- | -- | -- | - | -- | ------- | ------ |
| 01. | Berliner SC     | 36 | 26 | 3 | 07 | 180:093 | 55:17  |
| 02. | EV Landshut     | 36 | 23 | 1 | 12 | 174:121 | 47:25  |
| 03. | Düsseldorfer EG | 36 | 21 | 2 | 13 | 185:151 | 44:28  |
| 04. | Krefelder EV    | 36 | 19 | 2 | 15 | 185:147 | 40:32  |
| 05. | EV Füssen       | 36 | 18 | 0 | 18 | 137:160 | 36:36  |
| 06. | Kölner EC       | 36 | 15 | 4 | 17 | 143:144 | 34:38  |
| 07. | VfL Bad Nauheim | 36 | 13 | 3 | 20 | 128:166 | 29:43  |
| 08. | EV Rosenheim    | 36 | 10 | 5 | 21 | 150:195 | 25:47  |
| 09. | SC Riessersee   | 36 | 11 | 3 | 22 | 151:197 | 25:47  |
| 10. | EC Bad Tölz     | 36 | 11 | 3 | 22 | 095:154 | 25:47  |

Abkürzungen: Sp = Spiele, S = Siege, U = Unentschieden, N = Niederlagen; Erläuterungen: Deutscher Meister, Abstieg

## Ranglisten

### Beste Scorer
| Spieler          | Team            | Spiele | Tore | Assists | Punkte |
| ---------------- | --------------- | ------ | ---- | ------- | ------ |
| Ernst Köpf       | Berliner SC     | 36     | 50   | 26      | 76     |
| Dick Decloe      | Krefelder EV    |        | 43   | 11      | 52     |
| Udo Kiessling    | EV Rosenheim    |        | 30   | 22      | 52     |
| Alois Schloder   | EV Landshut     | 36     | 31   | 20      | 51     |
| Vladimír Vacátko | Düsseldorfer EG | 36     | 31   | 18      | 49     |

### Beste Verteidiger
| Spieler       | Team         | Tore | Assists | Punkte |
| ------------- | ------------ | ---- | ------- | ------ |
| Udo Kießling  | EV Rosenheim | 30   | 22      | 52     |
| Jouko Öystilä | Kölner EC    | 13   | 15      | 28     |
| Vaclav Koukal | Krefelder EV | 13   | 14      | 27     |

## Kader des Deutschen Meisters
| Deutscher Meister Berliner SC | Torhüter: Erich Weishaupt, Franz Funk Verteidiger: Hannu Koivunen, Sven-Erik Brännström, Gerhald Müll, Stefan Metz, Jaakko Marttinen Angreifer: Anton Hofherr, Hans Zach, Martin Hinterstocker, Ferenc Vozar, Michael Wanner, Lutz Schirmer, Lorenz Funk, Ernst Köpf, Klaus Mangold, Tibor Vozar, Ferenc Vozar, Karel Slanina Cheftrainer: Xaver Unsinn |